# Tīkmeh Dāsh
Tīkmeh Dāsh (persiska: تِكمَ دَش, تکمه داش, تُكلِمَه دَش, Tekmeh Dāsh, تیکمه داش) är en ort i Iran.   Den ligger i provinsen Östazarbaijan, i den nordvästra delen av landet, 500 km nordväst om huvudstaden Teheran. Tīkmeh Dāsh ligger 1 890 meter över havet och antalet invånare är 2 468.
Terrängen runt Tīkmeh Dāsh är kuperad åt sydost, men åt nordväst är den platt. Runt Tīkmeh Dāsh är det ganska glesbefolkat, med 29 invånare per kvadratkilometer. Närmaste större samhälle är Bostānābād, 16,1 km nordväst om Tīkmeh Dāsh. Trakten runt Tīkmeh Dāsh består i huvudsak av gräsmarker.